# 宝拉根陶海苏木
宝拉根陶海苏木是中华人民共和国内蒙古自治区锡林郭勒盟正镶白旗下辖的一个苏木。
2012年1月20日，内蒙古自治区人民政府批复同意从明安图镇划出部分区域，设置宝拉根陶海苏木，辖德日斯台高勒、陶林宝拉格、陶海音呼都嘎、哈夏图、浩尔钦敖包、乌金岱、贡淖尔、苏金宝拉格、宝拉根陶海、森金宝拉格、浩勒包、照拉12个嘎查。

## 行政区划
宝拉根陶海苏木下辖以下村级行政区划单位：
德日斯台高勒嘎查、陶林宝拉格嘎查、哈夏图嘎嘎查、浩尔钦敖包嘎查、照拉嘎查、苏金宝拉格嘎查、宝拉根陶海嘎查、森金宝拉格嘎查、浩勒包嘎查、陶海音呼都嘎嘎查、贡淖尔嘎查和乌金岱嘎查。